# Callithrix argentata
Mico argentatus là một loài động vật có vú trong họ Cebidae, bộ Linh trưởng. Loài này được Linnaeus mô tả năm 1771.

## Hình ảnh

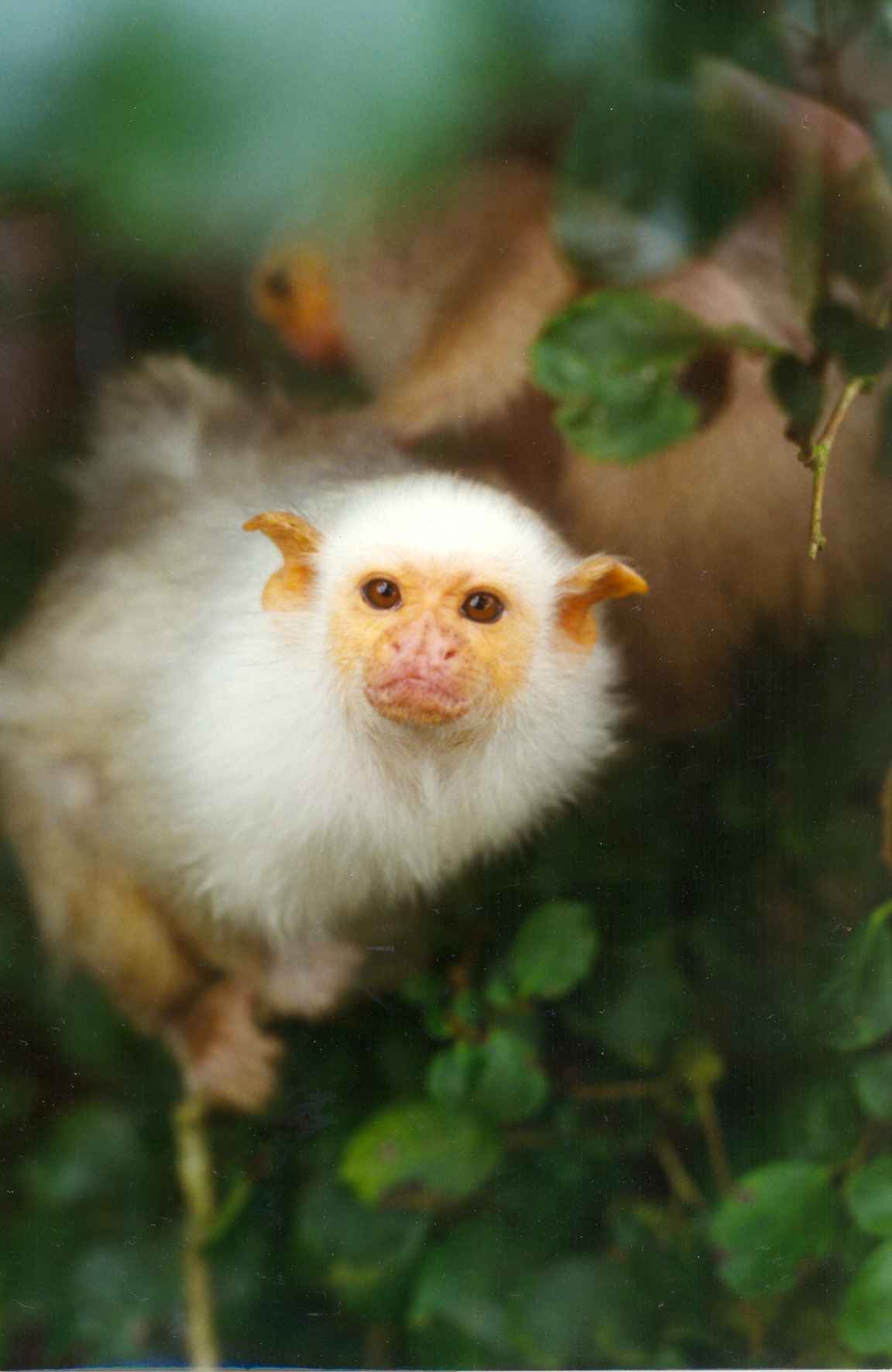
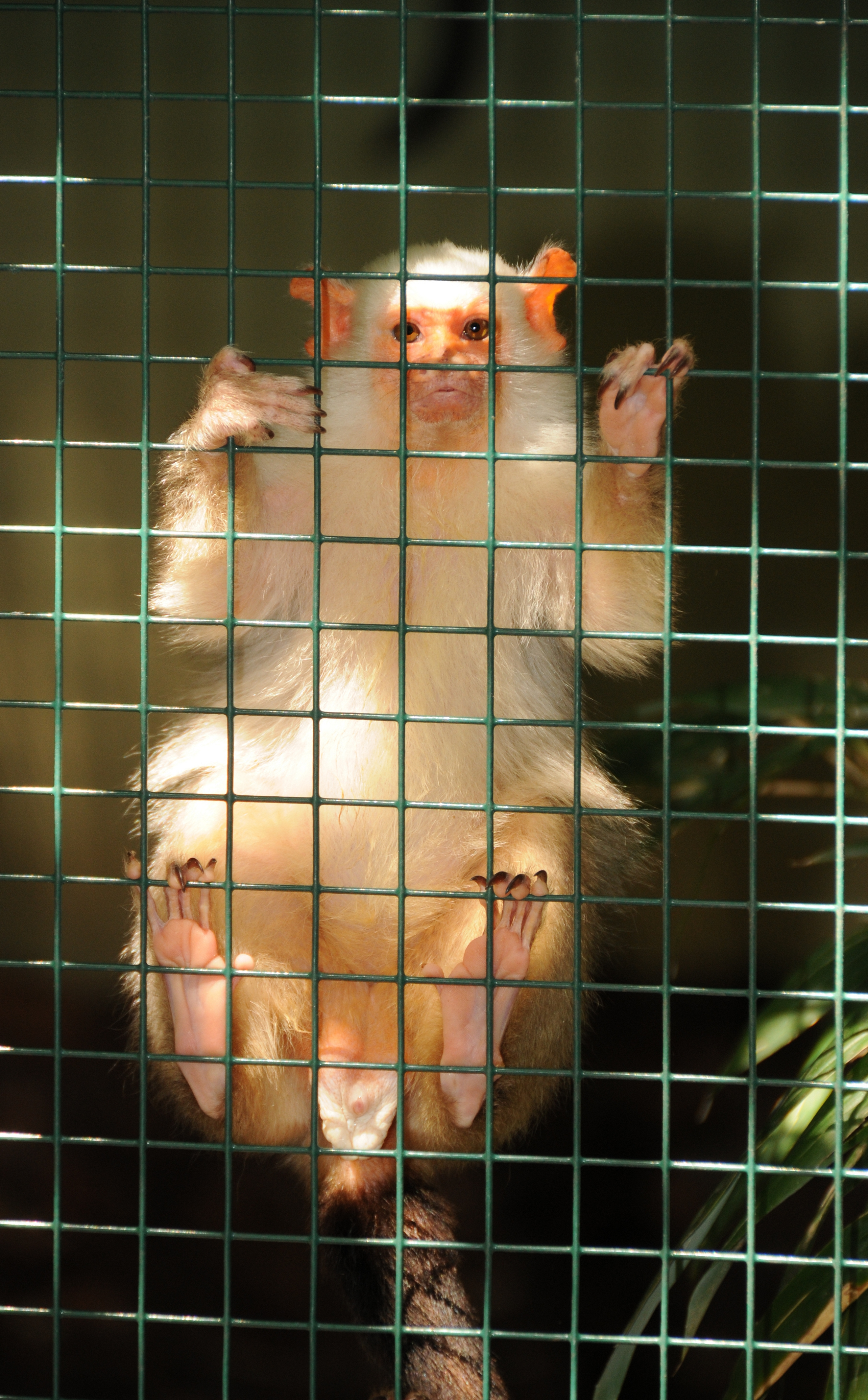
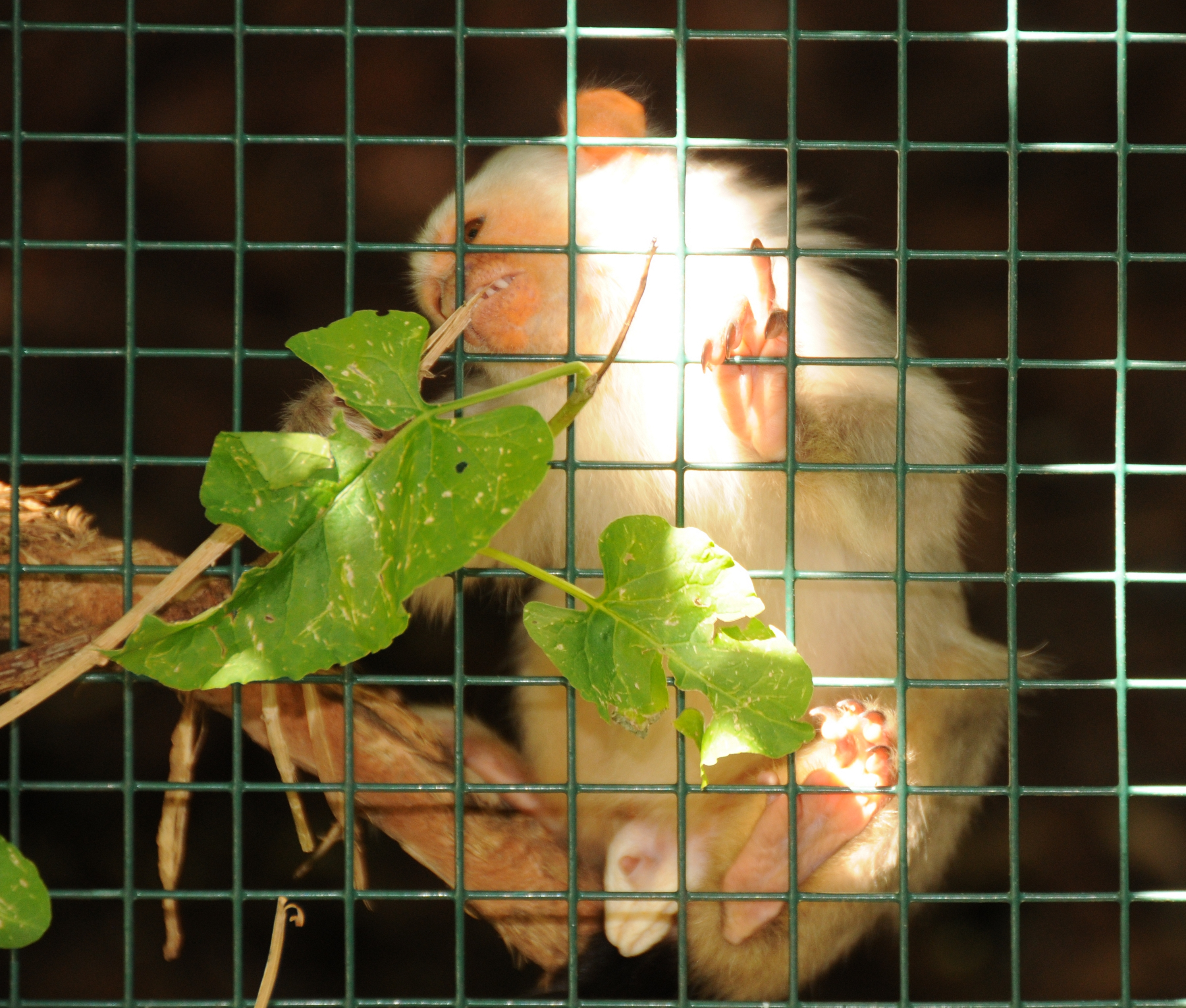
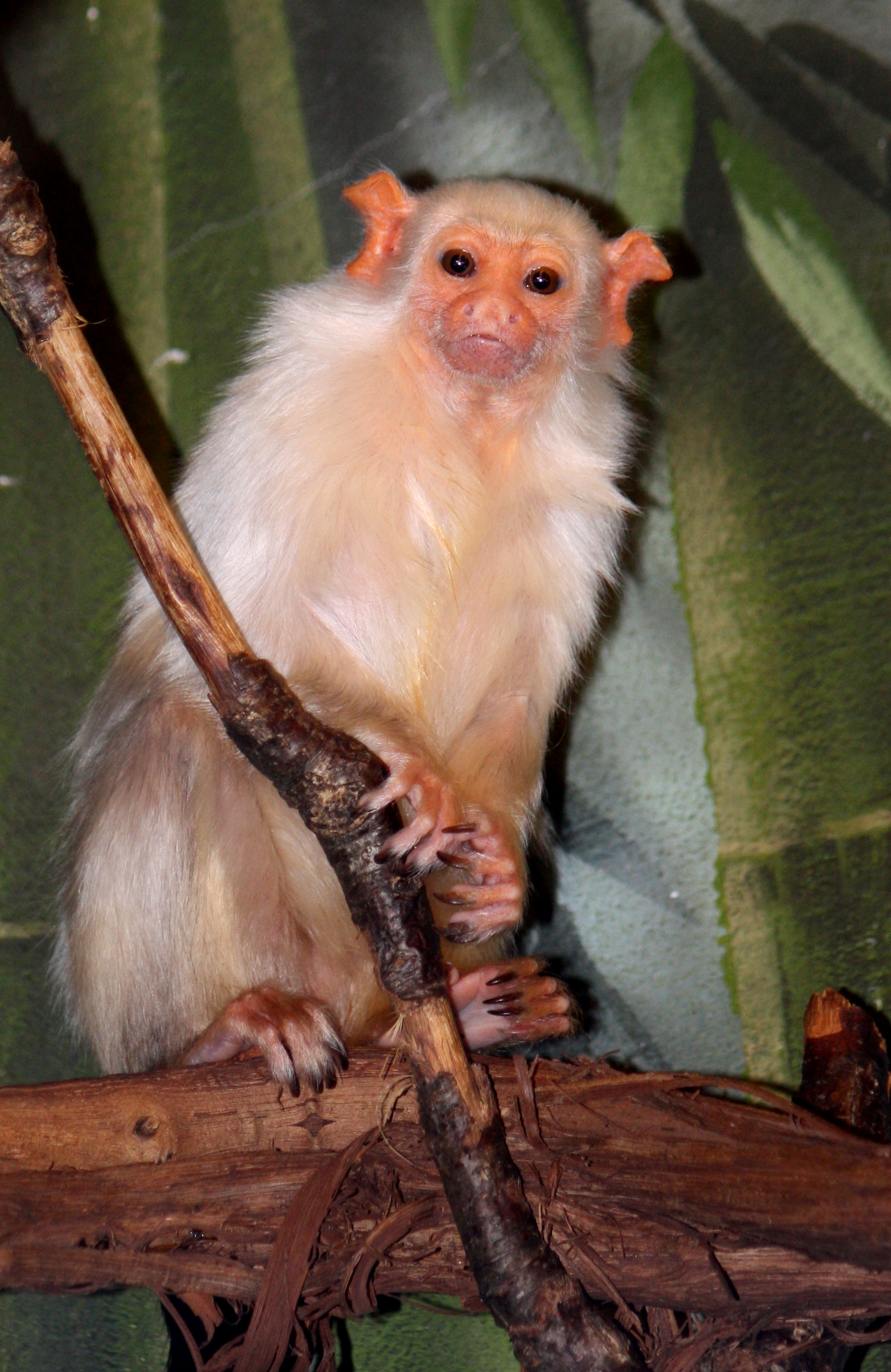